# 荣西
荣西（日语：／ Yōsai，1141年5月27日—1215年8月1日），日本镰仓时代的佛教徒，日本临济宗的创始人。他将佛教教义与日本文化结合，促进了日本佛教的发展；密切了中日關係。

## 著作
- 《誓願寺盂蘭盆縁起》
- 《喫茶養生記》
- 《無明集》

## 另見
- 佛教
- 禪宗
- 臨濟宗
- 道元:日本曹洞宗的创始人
- 茶道
- 吉備氏
- 興禪寺
- 普賢院
- 吉備津
- 吉備津神社

## 扩展阅读
- Ponsonby-Fane, Richard Arthur Brabazon. (1962).  Sovereign and Subject. （页面存档备份，存于） Kyoto: Ponsonby Memorial Society. OCLC 1014075